# BluesTime Records
BluesTime Records — американський лейбл звукозапису. Створений у 1969 році продюсером Бобом Тілом як дочірній лейбл студії Flying Dutchman Records. Припинив випускати платівки у 1970 році. Лейбл орієнтувався на випуск музики у жанрі блюз.
На лейблі BluesTime записувалися такі виконавці, як Біг Джо Тернер, Ті-Боун Вокер, Отіс Спенн, Едді Клінгед Вінсон, Гармоніка Слім, Malcolm and Chris і The Plaster Caster Blues Band.
Всього було випущено 10 LP (серія 9000) і 4 сингли.